# Prospalta griseata
Prospalta griseata là một loài bướm đêm trong họ Noctuidae.